# Aristofusus benjamini
Aristofusus benjamini is een slakkensoort uit de familie van de Fasciolariidae. De wetenschappelijke naam van de soort werd in 1997 voor het eerst geldig gepubliceerd door Hadorn.